# 上座
上座（かみざ）とは、日本の室内に関するマナーにおいて、身分の高い人が座るところ。対義語は下座（しもざ）。概ね、入り口から最も遠い席が上座となり、以下入り口に近くなるにつれて下座となる。
なお、これはあくまでも日本において通用する文化であり、他の国では事情は異なる。日本国内においても上座・下座の意識には地域差があり、沖縄県においては主賓以外の序列はそれほど意識されないことが多い。

## 部屋における上座
以下に、和室・洋室それぞれについての上座の原則を記す。
なお、下記はあくまでも原則であり、部屋によっては別の席が上座となる場合がある。例えば、景観が良い部屋の場合には、景色が最もよく見える席が上座となる。

### 和室における上座
基本的には、以下の席が上座となる。
- 床の間に最も近い場所。
- 仏壇がある場合は仏壇に最も近い場所。
- 床の間などがない部屋の場合には、入り口から最も遠い席。

### 洋室における上座
洋室には当然ながら床の間はないので、通常は入り口から最も遠い席が上座となるが、暖炉の位置や椅子の形によって以下のようなルールがある。
- 暖炉がある場合は、暖炉を背に座る位置が上座、その対面がホスト（主人）、ホステスがいる場合は暖炉側にホステス､向かいにホストが座る。暖炉から遠ざかるほど寒くなるため席の格も低くなる。
- ソファがある場合には、ソファが上座。
  - 二人掛け以上のソファと、一人掛けのソファがある場合、二人掛け以上のソファが上座。

ヨーロッパのマナーではホストの右隣に女性主賓、更にその右隣に男性の第三客、ホストの左隣に女性次客、さらにその左隣りに男性第四客と座り、ホストの対面側にはホステスがおり、その右隣りに男性主賓、さらにその右隣りに女性第三客、ホステスの左隣に男性次客、さらにその左隣りに女性第四客と座る。全体としては男女が交互に座る形となる。ホスト又はホステスのみの場合は主賓と向い合って座る。

## 乗り物における上座
乗り物の中も部屋の中と見做し、上座・下座が存在する。
この場合、やはり原則は入り口から最も遠い席となる。
実際には別の席を好む場合があるため、最も目上の人物にどの席が良いか、予め尋ねることが望ましいとされる。

### 船舶における上座
船舶においては船の最も後部の上層部が上座となる。
これは帆船時代の船長室が船尾にあった名残である。
帆船は風より早く帆走する事は不可能であるため常に船尾から船首に向かって新鮮な風が吹き、トイレも船首付近にあった。

### 乗用車における上座
乗用車においては、以下の順に上座となる。（4,5人乗り乗用車の場合）
1. 後部座席、運転席の後ろ
2. 後部座席、助手席の後ろ
3. 後部座席、真中
4. 助手席
5. 運転席

なお、これは日本のみのマナーである。国際的な慣例では助手席側後部(歩道側)が上座であり、運転席側後部はその次となる。日本でも皇室や中央政界、中央官庁、大企業などは国際慣例に準じる。

### 列車・飛行機における上座
列車・飛行機のように、座席が横並びの場合には以下の順になり、ひじ掛けなども優先的に使える。
1. 窓側の席
2. （あれば）真中の席
3. 通路側の席

#### 列車のボックスシートの場合
列車の場合、ボックスシートであれば、進行方向に向く席が上座となる。
従って、以下のようになる。
1. 進行方向に向く窓側の席
2. 進行方向に向く通路側の席
3. 進行方向と逆に向く窓側の席
4. 進行方向と逆に向く通路側の席

## 将棋における上座
将棋棋士・女流棋士が公式戦を戦う際は、上位者が上座（床の間を背にした席）に座る。他に、上位者が(1)「王将」を持つ、(2)先手・後手を決める振駒で基準となる、(3)対局前と対局後に駒の出し入れを行う、などがある。
2019年現在、日本将棋連盟公式サイトで「棋士序列」「女流棋士序列」がそれぞれ明示されており、それによって上位者・下位者が決まる。また、連盟事務局員が対局場所を示すホワイトボードに各棋士・女流棋士のネームプレートを貼る際に、東京・将棋会館での対局ではネームプレート右側を上位者、関西将棋会館での対局では左側を上位者とする。
しかし、上記はあくまでも慣例であって、日本将棋連盟の規定ではないため、若い棋士がタイトルを獲って急に序列が上がった場合などに「上座の譲り合い」が起きることが珍しくない。佐藤康光は24歳で竜王位（格式としては名人位と並び最高位）を獲得した時期、大ベテランを相手に上座に座るのも気は引けるとして対局開始直前まで対局室に入らず、（相手に先に座らせておいて）「空いてる方に座る」としていたと語っている。
棋士が先に上座に座っていたことで物議をかもした例として以下のものがある。
- 谷川浩司が初めて名人在位していた1984年の第23期十段戦挑戦者決定リーグで、対戦相手の加藤一二三前名人が先に入室して上座に座っていた。谷川は頭に血が上ったが、手洗いに行って頭を冷やした後、黙って下座に就き、さらに対局開始から初手を指すまで10分を使って冷静さを取り戻した結果、勝利を収めた[6]。そして後日、『将棋世界』誌（日本将棋連盟）の自戦記及び、自著『中学生棋士』で遠回しに非難した。一方で、加藤一二三は上座に座った理由として「読売新聞社主催の十段戦の対局ということを重視し、私はこれまで十段のタイトルを保持していた等の過去から十段戦に縁が深く、現在谷川さんよりもリーグの順位が上だったことを考慮した」と述べている。
- 1993年度の第52期A級順位戦では四冠（王位・王座・棋王・棋聖）ながらA級9位の羽生善治は、八戦目でA級1位の中原誠前名人（永久名人資格保有者）、九戦目でA級4位の谷川浩司王将、プレーオフでもA級4位の谷川浩司王将の対局時は、先に上座に座った。このことは「羽生善治3連続上座事件」と呼ばれ、物議をかもした。特に永久名人資格保有者である中原誠前名人については、「前名人・前竜王の位置付けについて」という1993年6月10日の理事会決定事事項で規定された「名人あるいは竜王保持者が失冠し「前」の肩書となった場合の位置付けは、現タイトル保持者の次とする。ただし、永世（名人・十段・王将・棋聖）の有資格者は、名人・竜王の次とする」とする棋士序列に反するものであった。ただし、この理事会決定事項は対外的に広く広報されていたわけではなく、羽生自身も知らなかったと述べている。後に羽生は将棋雑誌に謝罪文を掲載した。

永世称号資格保持者・かつ無冠の棋士同士の対局の場合は、先に最初の永世称号資格を取得したほうが上位者となる規定がある。
NHK杯テレビ将棋トーナメントでは座る位置については棋士序列に関係なくテレビカメラから見て左側が先手、右側が後手と決まっているが、それ以外の「玉将」を持つ等は棋士序列によっている。
なお、タイトル戦では男女棋士序列に関係なく常に当該タイトル保持者が上座に位置して対局を行う。

## 落語界
落語家の世界にも上座・下座が存在する。

## 海外の例

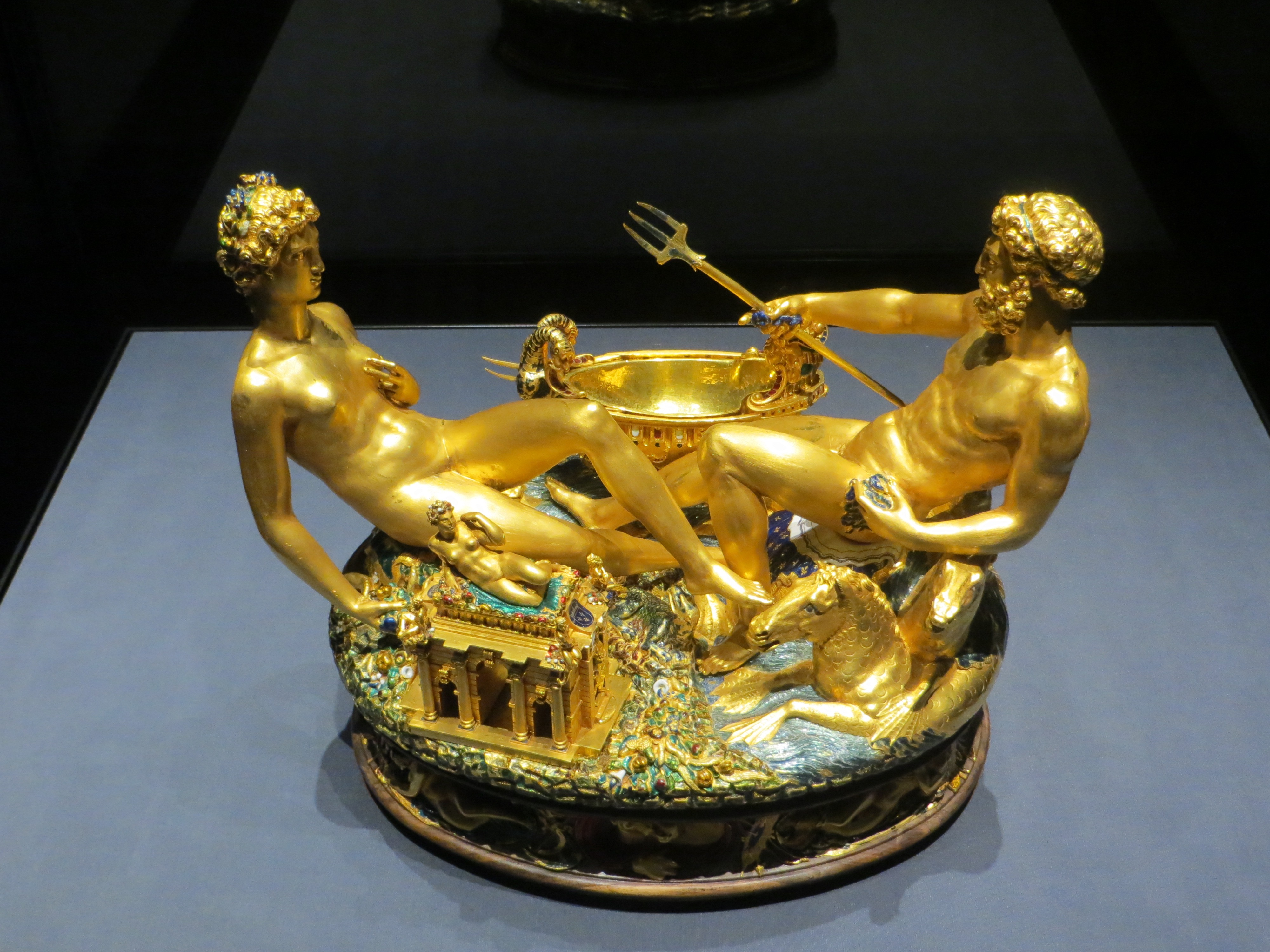
16世紀、フランス王フランソワ1世のために金細工師ベンヴェヌート・チェッリーニが製作した卓上塩入れCellini Salt Cellar

中世では、長方形の長いテーブルの中央に繁栄とステータスの象徴である豪華な塩入れが置かれ、ホストと家族は塩の前に座り上座となる。英語の表現で above the saltは、直訳すると「塩の上流に（いる人）」という意味で、ホストから塩が回されてくるため、これを「上座に座る」の意とした。
上座も下座もないテーブルとして、円卓がある。これによって身分とは関係なく議論しようという理想が語られた。